# س. كلايتون هوف
س. كلايتون هوف (بالإنجليزية: C. Clayton Hoff)‏ هو عالم حيوانات أمريكي، (و. 1908 – 1983 م).